# Heilsberger Inschrifttafel

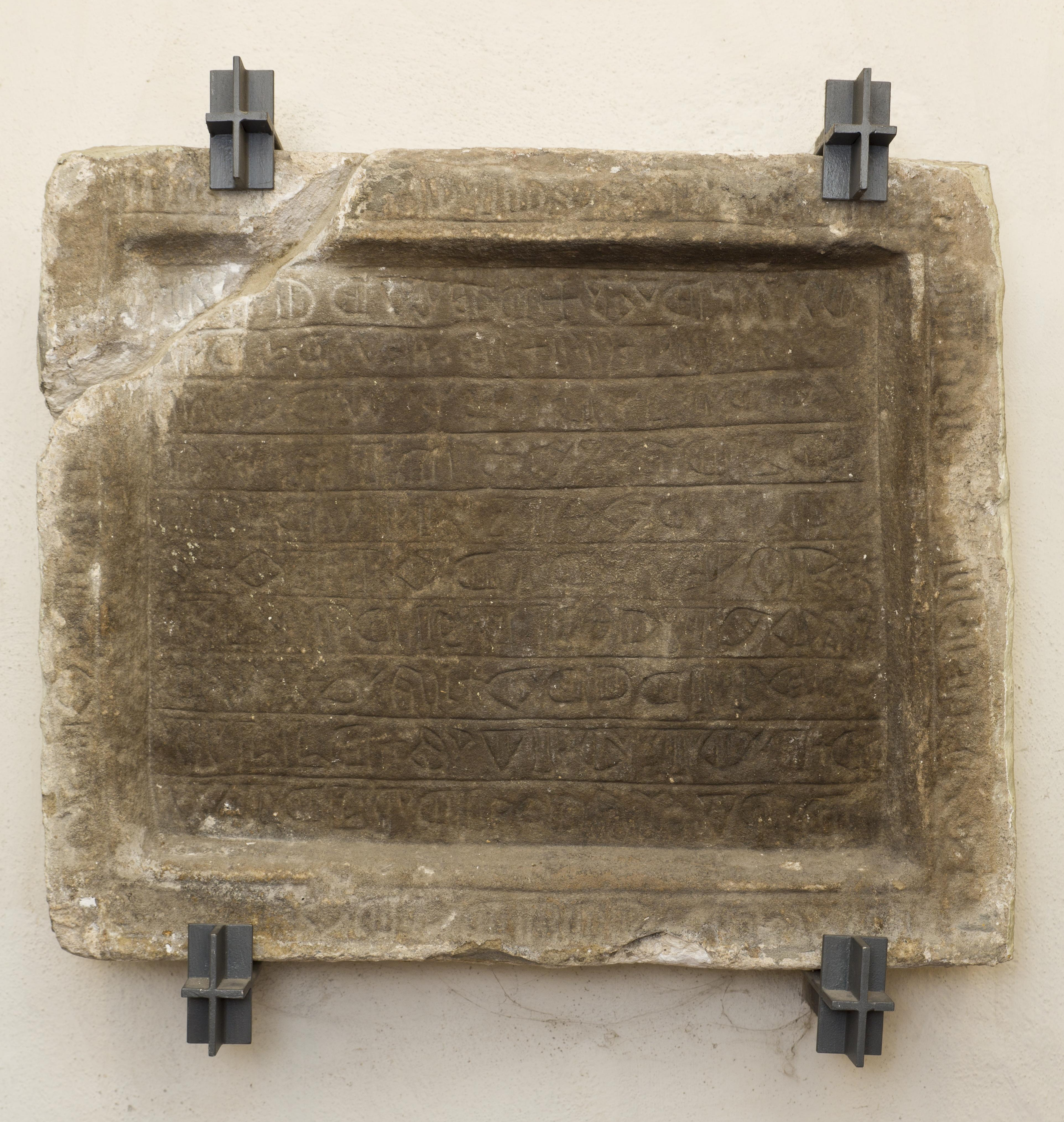
Heilsberger Inschrifttafel, mit Metallankern befestigt (heutiger Standort)

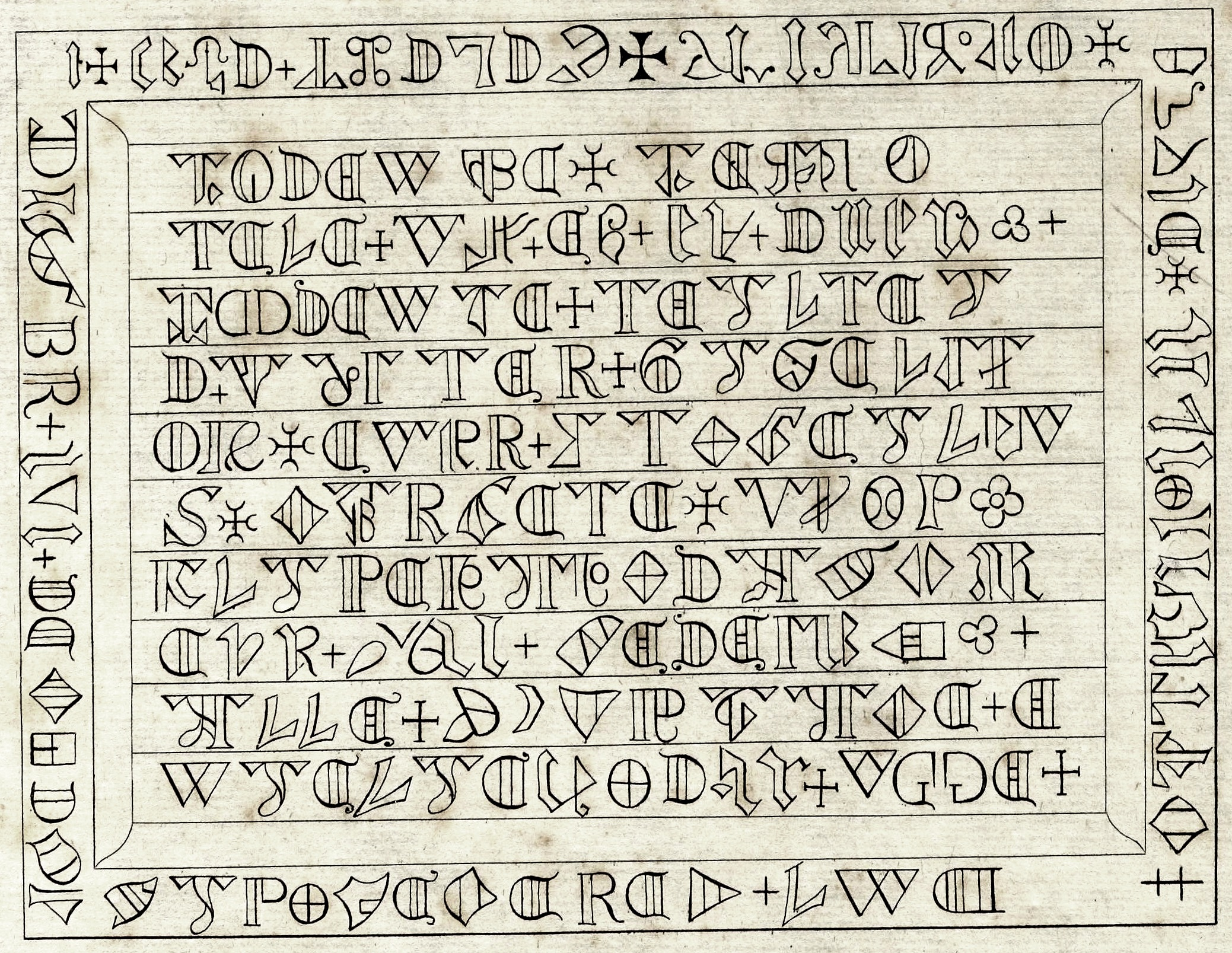
Nachzeichnung der Inschrift bei Joseph von Hammer-Purgstall, 1818

Die Heilsberger Inschrifttafel ist eine Inschrift, die sich ursprünglich an der Kirche St. Bonifatius in Heilsberg befand.

## Beschreibung
Die Tafel aus Sandstein ist 90 cm breit, 74,5 cm hoch und 20 cm dick.
Der zehnzeilige Haupttext ist in einer deutschen Sprachstufe verfasst, die Rahmenumschrift in Latein. Die Buchstaben sind überwiegend lateinisch, einige aber wohl auch griechisch. Es finden sich stark stilisierte Zierformen – anscheinend oft verschiedene für denselben Buchstaben – und Ligaturen. Zusammen mit dem seit den älteren Veröffentlichungen noch fortgeschrittenen Verwitterungszustand macht das die Entzifferung fast unmöglich. Die Identifizierung der noch vorhandenen Zeichen, erst recht die Ergänzung der beschädigten und verlorenen, hängt jeweils von einer antizipierten Sinndeutung ab. Unstreitig ist die Nennung eines Lodevic im Haupttext und eines Lottar in der Rahmenumschrift.

## Stand- und Aufbewahrungsorte
Ursprünglich war die Tafel in einem Pfeiler der äußeren Wand der St.-Bonifatius-Kirche in Heilsberg eingemauert. Sie wurde 1816 im Auftrag des Großherzogs Carl August von Sachsen-Weimar-Eisenach (1757–1828) nach Weimar in die Großherzogliche Bibliothek überführt. Die Aufstellung erfolgte zunächst „in dem Vorhause der Bibliothek“. Von 2007 bis 2023 befand sich die Steintafel nach umfassenden Umbauarbeiten am Gebäude im Kellergeschoss des Historischen Gebäudes in der Herzogin Anna Amalia Bibliothek. Seit Ende 2023 befindet sie sich mit zwei weiteren Tafeln im Vorraum des Bibliotheksturmes.

## Deutungsgeschichte

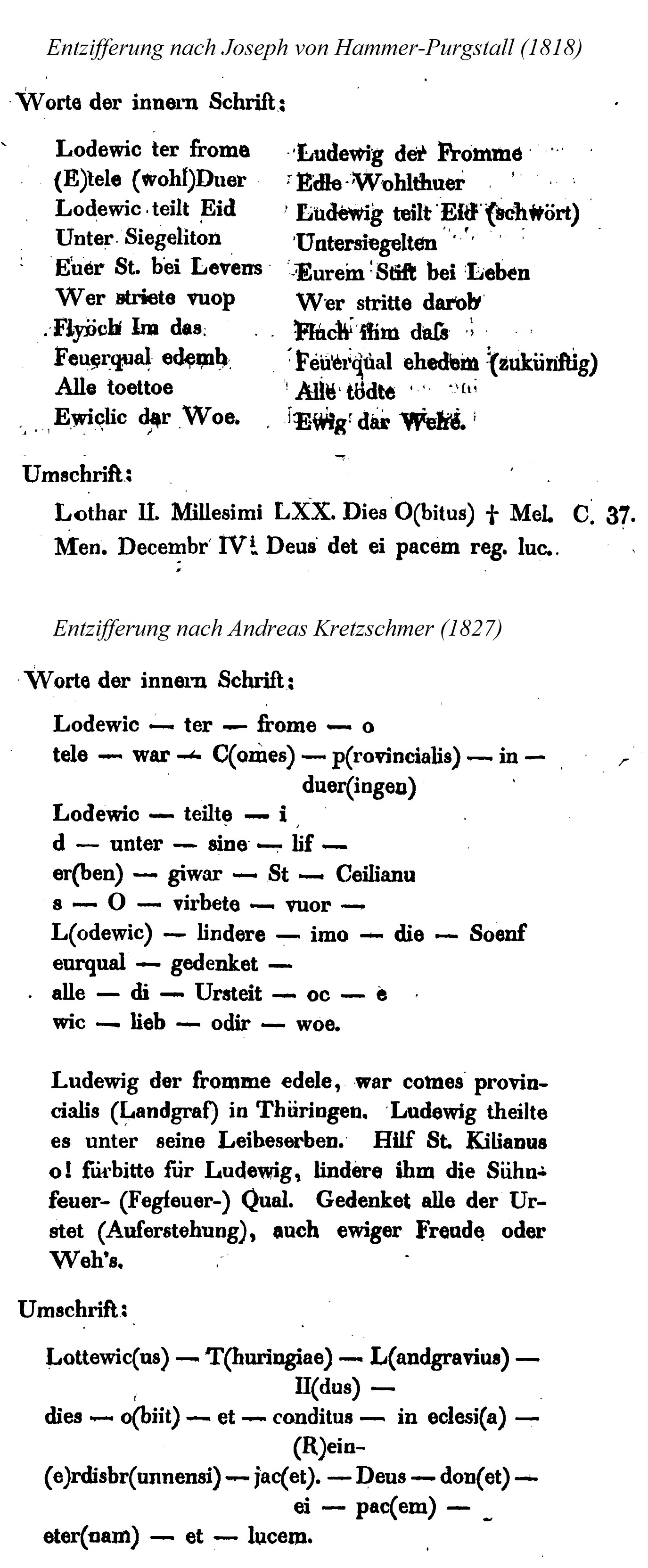
Entzifferungsversuche von Joseph von Hammer-Purgstall (1818) und Andreas Kretzschmer (1827)

Ein Hinweis auf die Inschrift findet sich schon 1696 in einem Werk des Historikers Johann Schilter. Dieser sah darin einen möglichen Hinweis auf die Teilung des fränkischen Reichs (s. Ordinatio imperii) durch Ludwig den Frommen (gest. 840).
Christian August Vulpius fordert 1816 in den von ihm herausgegebenen „Curiositäten der physisch-literarisch-artistisch-historischen Vor- und Mitwelt“ dazu auf, sich mit der Deutung der Inschrift zu beschäftigen. Der Wiener Sprachforscher Joseph von Hammer-Purgstall datiert die Inschrift ebenfalls auf das 9. Jahrhundert, sieht in ihr aber eine Stiftungsurkunde. Die Randumschrift ist seiner Auffassung nach deutlich jüngeren Datums. Er deutet sie als Hinweis darauf, dass der Stein später als Grabstein für Kaiser Lothar III. (gest. 1137) gedient haben könnte.
Der Maler Carl (auch Karl Wilhelm) Lieber fertigte im April 1819 in Heilsberg Skizzen an, um die Umgebung und den Fundort zeichnerisch festzuhalten.
Der Frankfurter Professor Georg Friedrich Grotefend beschäftigte sich ebenfalls mit der Tafel und stand dabei eng mit Johann Wolfgang von Goethe in Kontakt. Er veröffentlichte seine Forschungsergebnisse 1828. Dabei kam er anders als J. v. Hammer zu dem Schluss, dass innere und äußere Inschrift zeitgleich entstanden seien. Beide datierte er auf das 14. Jahrhundert. Seiner Meinung nach bezieht sich die Tafel auf Gerichtstage, die früher in Heilsberg abgehalten wurden. Sie erinnere an die Erhebung Ludwigs I. zum Thüringer Landgrafen durch den späteren Kaiser Lothar III.
Das Thüringer Sagenbuch weiß zu berichten, man habe den Stein nach Wien an einen „berühmten Gelehrten, der vortrefflich arabisch, türkisch und persisch verstand, und in Förderung orientalischer Literaturkenntniß namhaftes Verdienst besaß“ geschickt, dessen Lösung allerdings willkürlich und widersinnig gewesen sei.
Die Klassik Stiftung Weimar hat die in ihren Einrichtungen vorhandenen und digitalisierten Werke zur "Inschrifttafel aus Heilsberg" in ihren digitalen Sammlungen veröffentlicht. Die Herzogin Anna Amalia Bibliothek hat eine Bibliographie angelegt.